# سیلابس
سَرفصلِ دُروس یا سیلابِس (تلفظ: ‎/ˈsɪləbəs/‎)، یا مشخصات (specification) سندی است که اطلاعات مربوط به یک دوره یا کلاس دانشگاهی/علمی را شرح می‌دهد و انتظارات و مسئولیت‌های مرتبط را تعریف می‌کند. سَرفصلِ دُروس یک نمای کلی یا خلاصه‌ای از برنامه درسی را نشان می‌دهد. سَرفصل ممکن است به دست یک هیئت علمی تنظیم شود یا به دست آموزگار خصوصی یا مربی‌ای که دوره را تدریس یا هدایت می‌کند آماده شود. این کلمه همچنین به صورت کلی‌تر برای یک چکیده یا برنامه دانشی به کار می‌رود، و در این معنا، به دو داده‌نامه که کلیسای کاتولیک در سال‌های ۱۸۶۴ و ۱۹۰۷ در محکومیت برخی مواضع اعتقادی خاص منتشر کرد، اشاره می‌کند.